# Europese kampioenschappen indooratletiek 2025 – 400 meter vrouwen
De 400 meter voor vrouwen op de Europese indoorkampioenschappen van 2025 vonden de series en halve finale plaats op 7 maart 2025 en de finale op 8 maart en werd gehouden op de shorttrackbaan van Omnisport in Apeldoorn in Nederland. Het was de zesendertigste keer dat dit onderdeel op het programma stond.
De Nederlandse Lieke Klaver won de 400 meter voor vrouwen in 50,38 sec. De Noorse Henriette Jæger werd tweede in 50,45. Het brons ging naar de Spaanse Paula Sevilla in 50,99.

## Records
Voorafgaand aan het toernooi waren dit het Wereldrecord, Europees record, Kampioenschapsrecord en de Wereld-, Europese leiding.
| Wereldrecord         | Femke Bol             | 49,17 | Glasgow         | 2 maart 2024     |
| Europees record      | Femke Bol             | 49,17 | Glasgow         | 2 maart 2024     |
| Kampioenschapsrecord | Jarmila Kratochvílová | 49,59 | Milaan          | 7 maart 1982     |
| WL                   | Aaliyah Butler        | 49,78 | College Station | 1 maart 2025     |
| EL                   | Henriette Jæger       | 50,44 | Toruń           | 16 februari 2025 |

## Resultaten[2]

### Series
De eerste twee van elke serie kwalificeerden zich direct voor de halve finales. Van de overgebleven atleten kwalificeerden de twee tijdsnelsten zich ook voor de halve finales.

#### Serie 1
| Rang | Atleet           | Land                | Tijd  | Bijz.     |
| ---- | ---------------- | ------------------- | ----- | --------- |
| 1    | Lada Vondrová    | Tsjechië            | 51,91 | Q         |
| 2    | Alice Mangione   | Italië              | 52,20 | Q         |
| 3    | Mette Baas       | Finland             | 52,25 | NR        |
| 4    | Eveline Saalberg | Nederland           | 52,92 |           |
| 5    | Astri Ertzgaard  | Noorwegen           | 53,21 | PB        |
| —    | Amber Anning     | Verenigd Koninkrijk | DQ    | TR.17.2.3 |

#### Serie 2
| Rang | Atleet          | Land                | Tijd  | Bijz. |
| ---- | --------------- | ------------------- | ----- | ----- |
| 1    | Lieke Klaver    | Nederland           | 51,52 | Q     |
| 2    | Eva Santidrián  | Spanje              | 51,81 | Q     |
| 3    | Imke Vervaet    | België              | 51,94 | q, PB |
| 4    | Poppy Malik     | Verenigd Koninkrijk | 52,62 | PB    |
| 5    | Lauren Cadden   | Ierland             | 56,57 |       |
| —    | Catia Gubelmann | Zwitserland         | DNS   |       |

#### Serie 3
| Rang | Atleet               | Land      | Tijd  | Bijz.     |
| ---- | -------------------- | --------- | ----- | --------- |
| 1    | Lurdes Gloria Manuel | Tsjechië  | 51,52 | Q         |
| 2    | Amandine Brossier    | Frankrijk | 52,00 | Q, SB     |
| 3    | Helena Ponette       | België    | 52,32 |           |
| 4    | Blanca Hervas        | Spanje    | 52,32 |           |
| 5    | Anastazja Kuś        | Polen     | 53,45 |           |
| —    | Tetiana Melnyk       | Oekraïne  | DQ    | TR.17.2.3 |

#### Serie 4
| Rang | Atleet                 | Land                | Tijd  | Bijz.     |
| ---- | ---------------------- | ------------------- | ----- | --------- |
| 1    | Paula Sevilla          | Spanje              | 51,75 | Q         |
| 2    | Justyna Święty-Ersetic | Polen               | 51,98 | Q, EU23R  |
| 3    | Ama Pipi               | Verenigd Koninkrijk | 52,18 | Q, SB     |
| 4    | Rachel McCann          | Ierland             | 53,16 | PB        |
| 5    | Carina Vanessa         | Portugal            | 53,54 | PB        |
| —    | Nikoleta Jíchová       | Zwitserland         | DQ    | TR.17.2.3 |

#### Serie 5
| Rang | Atleet            | Land      | Tijd  | Bijz. |
| ---- | ----------------- | --------- | ----- | ----- |
| 1    | Henriette Jæger   | Noorwegen | 52,04 | Q     |
| 2    | Cathelijn Peeters | Nederland | 52,38 | Q     |
| 3    | Alessandra Bonora | Italië    | 52,40 | PB    |
| 4    | Veronika Drljačić | Kroatië   | 53,07 |       |
| 5    | Milja Thureson    | Finland   | 55,58 |       |
|      | Sharlene Mawdsley | Ierland   | DNS   |       |

### Halve finales
De eerste drie van elke halve finale kwalificeerden zich direct voor de finale.

#### Halve finale 1
| Rang | Atleet               | Land                | Tijd  | Bijz. |
| ---- | -------------------- | ------------------- | ----- | ----- |
| 1    | Paula Sevilla        | Spanje              | 51,23 | Q     |
| 2    | Henriette Jæger      | Noorwegen           | 51,27 | Q     |
| 3    | Lurdes Gloria Manuel | Tsjechië            | 51,41 | Q     |
| 4    | Amandine Brossier    | Frankrijk           | 52,07 |       |
| 5    | Ama Pipi             | Verenigd Koninkrijk | 52,29 |       |
| 6    | Cathelijn Peeters    | Nederland           | 53,21 |       |

#### Halve finale 2
| Rang | Atleet                 | Land      | Tijd  | Bijz. |
| ---- | ---------------------- | --------- | ----- | ----- |
| 1    | Lieke Klaver           | Nederland | 51,17 | Q     |
| 2    | Justyna Święty-Ersetic | Polen     | 52,41 | Q     |
| 3    | Alice Mangione         | Italië    | 52,67 | Q     |
| 4    | Lada Vondrová          | Tsjechië  | 52,74 |       |
| 5    | Eva Santidrián         | Spanje    | 52,82 |       |
| 6    | Imke Vervaet           | België    | 52,84 |       |

### Finale
| Rang   | Atleet                 | Land      | Tijd  | Bijz. |
| ------ | ---------------------- | --------- | ----- | ----- |
| Goud   | Lieke Klaver           | Nederland | 50,38 | EL    |
| Zilver | Henriette Jæger        | Noorwegen | 50,45 |       |
| Brons  | Paula Sevilla          | Spanje    | 50,99 | =NR   |
| 4      | Lurdes Gloria Manuel   | Tsjechië  | 51,38 |       |
| 5      | Justyna Święty-Ersetic | Polen     | 51,59 |       |
| 6      | Alice Mangione         | Italië    | 51,84 |       |